# ウチダトモヒロ
ウチダ トモヒロ（1968年11月30日 - ）は、作家、作曲家。本名は内田智博。2003年『ときめきメモリアル Girl's Side』で作家デビュー。歌う海賊団ッ!の船長「キャプテン☆うっちゃる」として活動中。作新学院高等部卒業、拓殖大学中退。
2011年2月1日付けで栃木県の親善大使である「とちぎ未来大使」に就任。
2014年12月に群馬県太田市「子育て親善大使」に、2015年5月に栃木県日光市「日光観光大使」にそれぞれ就任。

## 音楽

### ディスコグラフィ
| 歌う海賊団 名義 | 歌う海賊団 名義    | 歌う海賊団 名義 | 歌う海賊団 名義                                 |
| 形態            | タイトル           | 発売日          | 補足                                            |
| --------------- | ------------------ | --------------- | ----------------------------------------------- |
|                 | 龍に乗って         |                 |                                                 |
| -               | 声を合わせて       |                 |                                                 |
| -               | 花                 |                 |                                                 |
| -               | 心の中に           |                 |                                                 |
| -               | 未来そのもの       |                 |                                                 |
| -               | 星フル丘           |                 | NHK教育「みんなの手話」エンディングテーマソング |
|                 | フレンズ           |                 | NHK教育 みんなの手話                            |
|                 | 幸せになれぃ!      |                 | NHK教育 みんなの手話                            |
|                 | Dreamer            |                 | NHK教育 みんなの手話 オープニングソング         |
| -               | 奇跡の確率         |                 |                                                 |
| -               | 静かなる星         |                 |                                                 |
| -               | SMILE              |                 |                                                 |
| -               | 僕の翼で           |                 |                                                 |
| -               | パパとママと僕の歌 |                 |                                                 |

### 「発元気」
- 2006年　ウチダの造語で、歌う海賊団ッ！のメインコンセプトとなっている。
- 2015年11月30日に「一般社団法人 発元気プロジェクト」を設立し代表理事に就任[5]

## 出演

### テレビ
- みんなの手話（2010年4月から、NHK教育）
- 福祉ネットワーク（NHK教育）
- スーパーニュースアンカー「密着エンタっ!」
- とちぎテレビ ヒーロー番組 雷様剣士ダイジ 第57話（2015年6月8日） - 歌う海賊団ッ!船長「キャプテン☆うっちゃる」本人役

### ラジオ
- 2016年10月よりFM NACK5 レギュラーコーナー「キャプテン☆うっちゃるの まわせっ発元気！」
- 2017年7月10日より2019年3月26日まで コミュニティFMミヤラジにて毎週月曜日17:00 - 17:30（2018年10月からは毎週火曜日18:00 - 18:30）「子育て応援番組 キャプテン☆うっちゃるの海賊ラジオ」[6][7]

### コンサート
- 子育て応援とうきょう広場（東京都）
- 東京電力フクニふれあいコンサート（東京電力福島発電所）
- 豊洲・親子コンサート」（江東区豊洲文化センター）
- こどもの城ファミリーコンサート（上尾市児童館こどもの城）
- 高梁市子育てふれあいフェスティバル2010（岡山県高梁市）
- フレサよしみ夏休みファミリー劇場（埼玉県吉見町）
- 福山市幼稚園職場保育研究集会（広島県福山市）
- 緑が丘学区明るいまちづくり推進委員会ファミリーコンサート（福山市）
- 足立区 梅の実共同保育ファミリーコンサート（梅の実共同保育実行委員会）
- 靖国神社 ひなまつりファミリーコンサート（靖国神社）
- 靖国神社 七夕祭りファミリーコンサート（靖国神社）
- 佐久バルーンフェスティバル2010（佐久市）
- SUNAMO歌う海賊団ファミリーコンサート（ショッピングモールSUNAMO）
- 坂戸市学童保育ファミリーコンサート（坂戸市学童保育の会）
- 宇都宮ベルモールコンサート（宇都宮市ショッピングモールベルモール）
- 茂木町ファミリーコンサート（真岡青年会議所、芳賀郡PTA協議会、茂木町青少年育成協議会）
- 真岡青年会議所主催 ウチダトモヒロ 講演会」（真岡青年会議所）
- 騎西町ファミリーコンサート（騎西町福祉協議会）
- 加須市生涯学習センターみのり ファミリーコンサート（加須市福祉協議会）

他多数